# Federação de Pólo Aquático e Natação do Montenegro
A Federação de Pólo Aquático e Natação de Montenegro (VPSCG) (Montenegrino: Vaterpolo i plivački savez Crne Gore) é o órgão regulador do pólo aquático e da natação em Montenegro. A federação foi formada a 22 de abril de 1949 em Herceg Novi. O seu primeiro presidente foi Milan Vukasović.
É uma organização desportiva independente, membro da LEN (Liga Europeia de Natação), da FINA (Federação Internacional de Natação) desde 21 de Agosto de 2006 e do Comitê Olímpico Montenegrino. Organiza o Campeonato e Taça Montenegrino de Pólo Aquático e o Campeonato Montenegrino de Natação. A federação é responsável pelas seleções nacionais de pólo aquático e de natação do Montenegro.
Está sediada em Podgorica e o seu atual presidente é Nikola Milić.

## Membros
Clubes membros da Federação de Pólo Aquático e Natação do Montenegro:
- Vaterpolo plivački klub AQUATIC VERDE, Podgorica
- Plivački i vaterpolo klub BUDUĆNOST, Podgorica
- Plivački vaterpolo klub BUDVA-BUDVANSKA RIVIJERA, Budva
- Plivački klub BUTTERFLAY, Nikšić
- Vaterpolo klub VATERPOLO AKADEMIJA CATTARO, Kotor
- Plivački vaterpolo klub JADRAN, Herceg Novi
- Plivački vaterpolo klub NIKŠIĆ, Nikšić
- Plivački klub ORKA, Budva
- Vaterpolo klub PRIMORAC, Kotor
- Plivački vaterpolo klub "STARI GRAD" Budva, Budva
- Vaterpolo klub MLADOST BIJELA, Bijela

## Competições organizadas pelo VPCG
Natação
- Campeonato Montenegrino de Natação

Pólo aquático
- Liga Montenegrina de Pólo Aquático Masculino
- Taça Montenegrina de Pólo Aquático Masculino

## Patrocinadores
Patrocinadores da Federação de Pólo Aquático e Natação do Montenegro:
- Elektroprivreda Crne Gore (patrocinador geral)[4]
- Delfina
- SAVA OSIGURANJE
- Meridianbet[5]
- JANA
- CEDIS
- Savana
- Gerali
- Budvanska Rivera
- PHARMANOVA

## Citações
1. ↑  «Nikola Milić novi predsjednik VPSCG». rtcg.me. Consultado em 23 de dezembro de 2024
2. ↑  «KLUBOVI». wpolo.me. Consultado em 23 de dezembro de 2024
3. ↑  «SPONZORI». wpolo.me. Consultado em 23 de dezembro de 2024
4. ↑  «EPCG i Vaterpolo i plivački savez produžili saradnju». rtcg.me. Consultado em 23 de dezembro de 2024
5. ↑  «Meridianbet i VPSCG produžili saradnju». wpolo.me. Consultado em 23 de dezembro de 2024